# Col de Jau (centre de sports d'hiver)
Pour le col de montagne, voir Col de Jau.
La station de ski du col de Jau était une ancienne station de sports d'hiver situé au col du même nom, dans la commune de Mosset (Pyrénées-Orientales, France). Son point le plus bas a été 1 420 m, et son point culminant 1 520 m.

## Histoire
Créée à la fin des années 1960, la station a été fermée au début des années 2000. Les équipements sont actuellement toujours en place et posent divers problèmes écologiques.

## Infrastructures

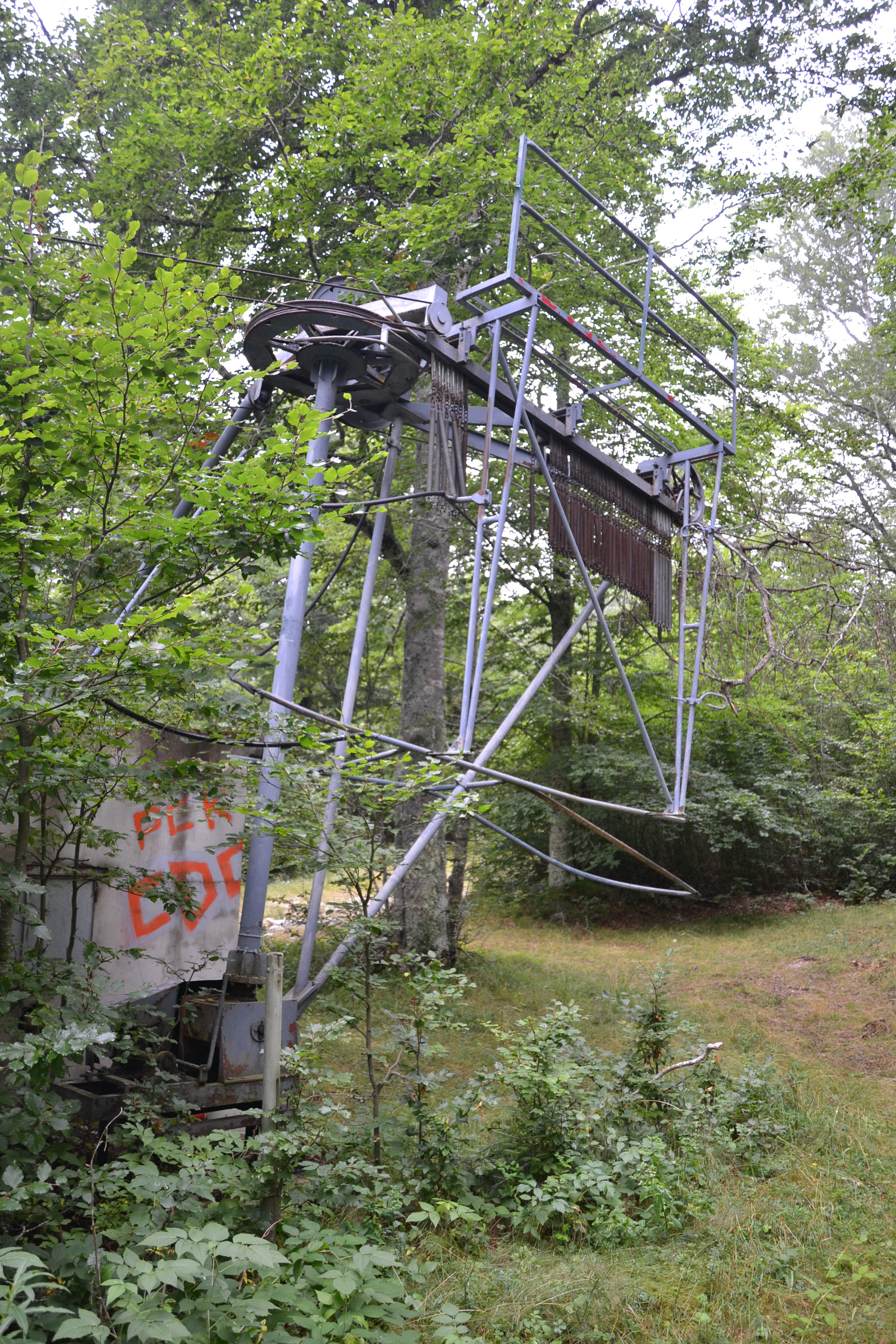
Vestige de l'ancien téléski.

Cette mini-station n'avait qu'un seul téléski et seulement deux pistes bleues. Par beau temps et après quelques chutes de neige, les enfants des villages proches utilisent les anciennes pistes en luge.